# Mauricie
Mauricie, antiguamente Saint-Maurice, es una región administrativa de la provincia canadiense de Quebec, situada en la confluencia de los ríos San Lorenzo y Saint-Maurice. Se compone de 6 municipios regionales de condado (MRC) o territorios equivalentes (TE) y de 42 municipios y 7 otros territorios.

## Geografía

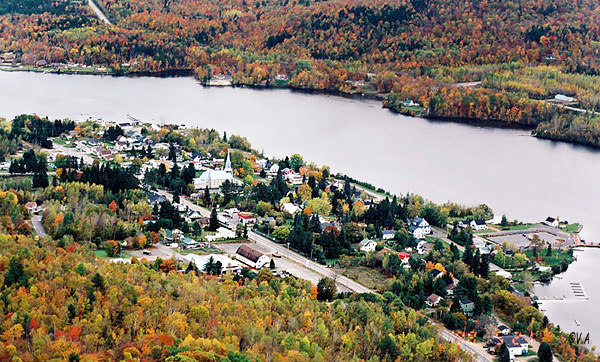
Río Saint-Maurice y pueblo de Grandes-Piles

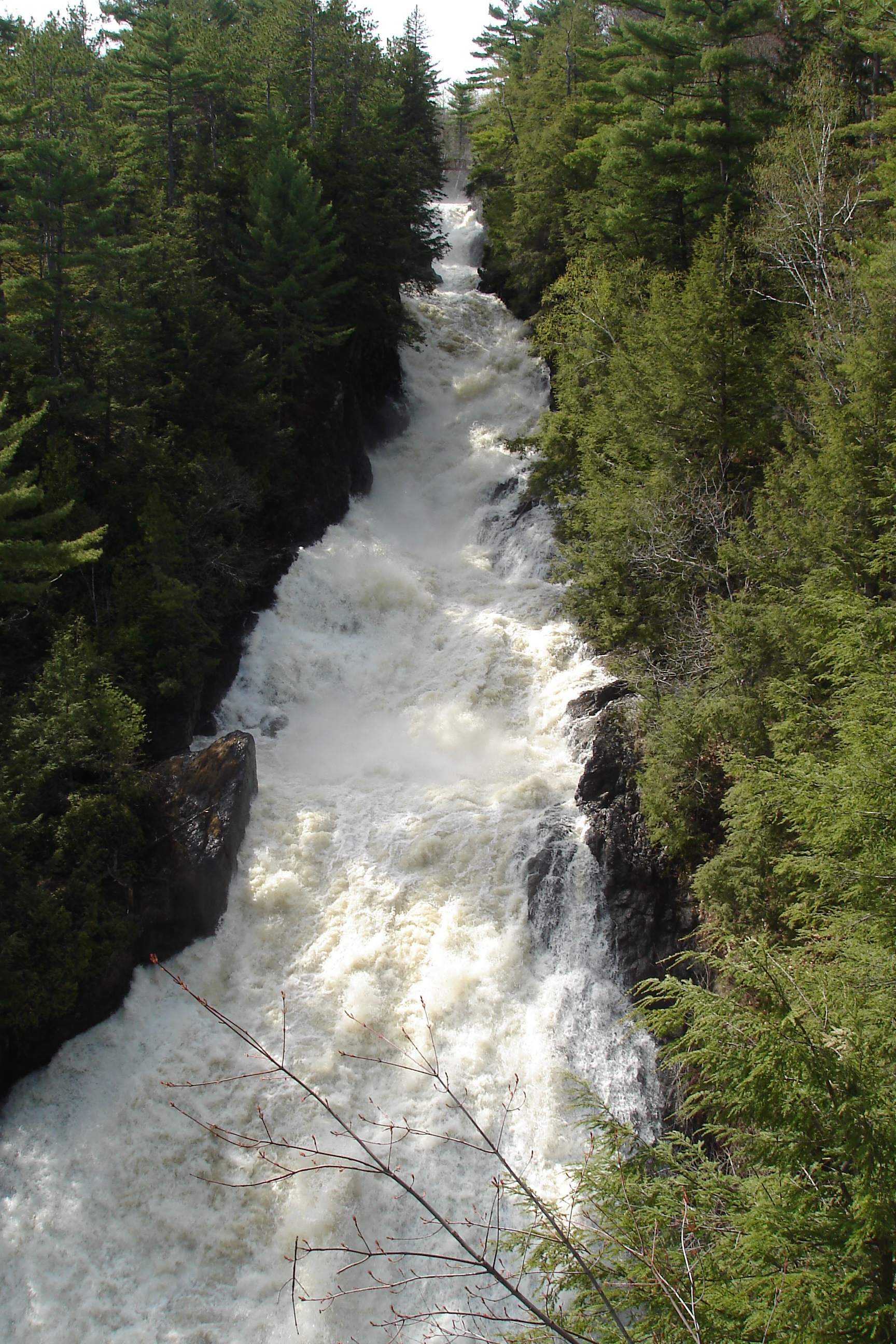
Catarata Sainte-Ursule

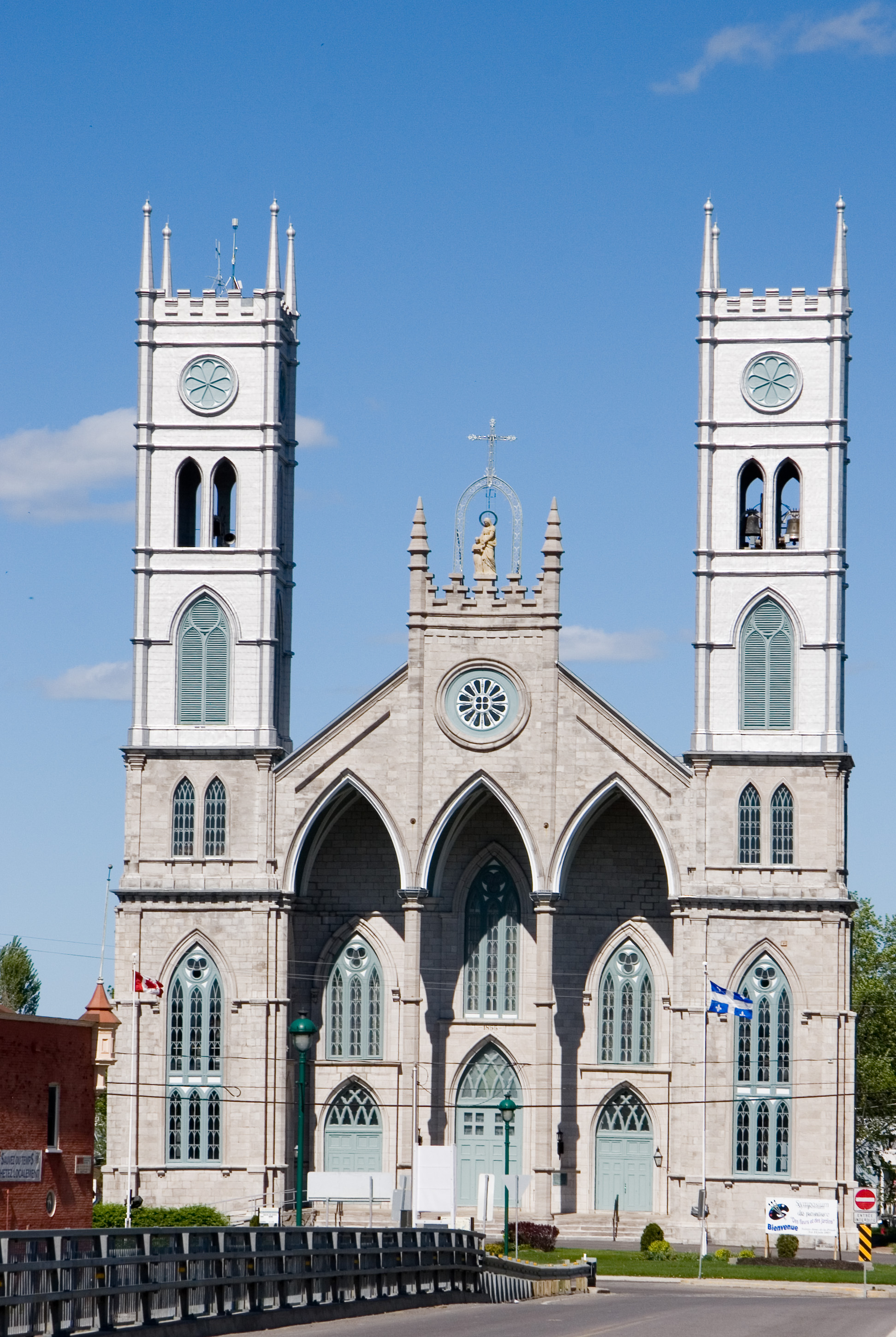
Iglesia de Sainte-Anne-de-la-Pérade

Limita al norte con Saguenay–Lac-Saint-Jean, al este con Capitale-Nationale, al sur con el San Lorenzo, al oeste con Lanaudière y al noroeste con Outaouais, Abitibi-Témiscamingue y Nord-du-Québec. En ribera opuesta del San Lorenzo está ubicado Centre-du-Québec. El territorio de Mauricie corresponde a la cuenca hidrográfica del Saint-Maurice.

## Urbanismo
La mayor parte de la región está cubierta de bosque. La zona agrícola se limita a la planicie de San Lorenzo. Las ciudades principales son Trois-Rivières, Shawinigan, La Tuque a lo largo del Saint-Maurice. La autoroute Félix-Leclerc ( A 40 ) une Trois-Rivières a Montreal al oeste y a la ciudad de Quebec al este. La autoroute Transquébécoise ( A 55 ) une Shawinigan al norte a Trois-Rivières, Drummondville y Sherbrooke al sur. La carretera nacional 155 une Shawinigan a La Tuque y Saguenay–Lac-Saint-Jean al norte.

## Historia
La región administrativa actual de Mauricie fue creada en 1997 por separación de la antigua región de Mauricie-Bois-Francs en dos regiones: Mauricie al norte del San Lorenzo y Centre-du-Québec al sur.

## Política
El territorio de Mauricie está incluso en las circunscripciones electorales de Champlain, Laviolette, Maskinongé, Saint-Maurice y Trois-Rivières a nivel provincial. A nivel federal, las circonscripciones son Berthier—Maskinongé, Saint-Maurice—Champlain y Trois-Rivières.

## Demografía
Según el censo de Canadá de 2011, Mauricie contaba con 263 603 habitantes. La densidad de población estaba de 7,3 hab./km². Entre 2006 y 2011 hubo un aumento de 4675 habitantes (1,8 %). En 2011, el número total de inmuebles particulares era de 135 983, de los cuales 121 912 estaban ocupados por residentes habituales, otros siendo desocupados o residencias secundarias.
Evolución de la población total, 1986-2015
- Tasa de natalidad: 7,8 ‰ (2004)
- Tasa de mortalidad: 8,4 ‰ (2003)

Fuente: Institut de la statistique du Québec

## Economía
Mauricie es une región manufacturera. Las condiciones económicas son difíciles. En 2014, la tasa de empleo era de 50,8 % y la tasa de trabajadores a tiempo parcial de 19,7 %. Estas tasas inducen a un creciente económico tenue (2 % entre 2007 y 2012, creciente del producto interno bruto más bajo de todas las regiones de Quebec.

## Municipios regionales de condado
La región de Mauricie está compuesta por 6 municipios regionales de condado (MRC) y territorios equivalentes.  Hay 49 entidades locales, incluyendo 42 municipios, 3 reservas indias y 4 territorios no organizados en esta región.
MRC de Mauricie
| Código | MRC o TE (Antiguo nombre, entre paréntesis) | CM | Superficie total (km²) | Superficie (agua) (km²) | Superficie (tierra) (km²) | Población 2014 | Densidad (hab/km²) | Fecha de constitución | Prefecto | Mun. | ERI | TNO | Loc. | Sede                   | Otros municipios más poblados |
| ------ | ------------------------------------------- | -- | ---------------------- | ----------------------- | ------------------------- | -------------- | ------------------ | --------------------- | -------- | ---- | --- | --- | ---- | ---------------------- | ----------------------------- |
| 350    | Mékinac                                     |    | 5575                   | 1036                    | 5164                      | 13 027         | 2,5                | 01.01.1982            | A        | 10   | -   | 4   | 14   | Saint-Tite             | Sainte-Thècle                 |
| 360    | Shawinigan                                  |    | 803                    | 66                      | 737                       | 50 148         | 68,0               | 01.01.1982            | V        | 1    | -   | -   | 1    | Shawinigan             |                               |
| 370    | Trois-Rivières                              |    | 334                    | 45                      | 289                       | 134 012        | 463,8              | 01.01.2002            | V        | 1    | -   | -   | 1    | Trois-Rivières         |                               |
| 372    | Les Chenaux                                 |    | 936                    | 65                      | 871                       | 18 555         | 21,3               | 01.01.2002            | A        | 10   | -   | -   | 10   | Saint-Luc-de-Vincennes | Notre-Dame-du-Mont-Carmel     |
| 510    | Maskinongé                                  |    | 2645                   | 265                     | 2380                      | 37 080         | 15,6               | 01.01.1982            | A        | 17   | -   | -   | 17   | Louiseville            | Saint-Boniface                |
| 900    | La Tuque                                    |    | 29 620                 | 3613                    | 26 007                    | 15 195         | 0,6                | 09.11.2005            | C        | 3    | 3   | -   | 6    | La Tuque               |                               |
| 04     | Mauricie                                    |    | 39 913                 | 4465                    | 35 448                    | 268 017        | 7,6                | .                     | ...      | 42   | 3   | 4   | 49   | Trois-Rivières         | Shawinigan, La Tuque          |

CM : Comunidad metropolitana; Mun. : Número de municipios; ERI : Establecimiento o reserva india; TNO : Territorio no organizado; Loc.: Entidades locales.  Prefecto (Modo de nombramiento del prefecto) : A Para y entre los alcaldes de los municipios del MRC, E Elecciones generales, V Como el territorio equivalente es una ciudad, el alcalde es prefecto también.